# 大衛十一世

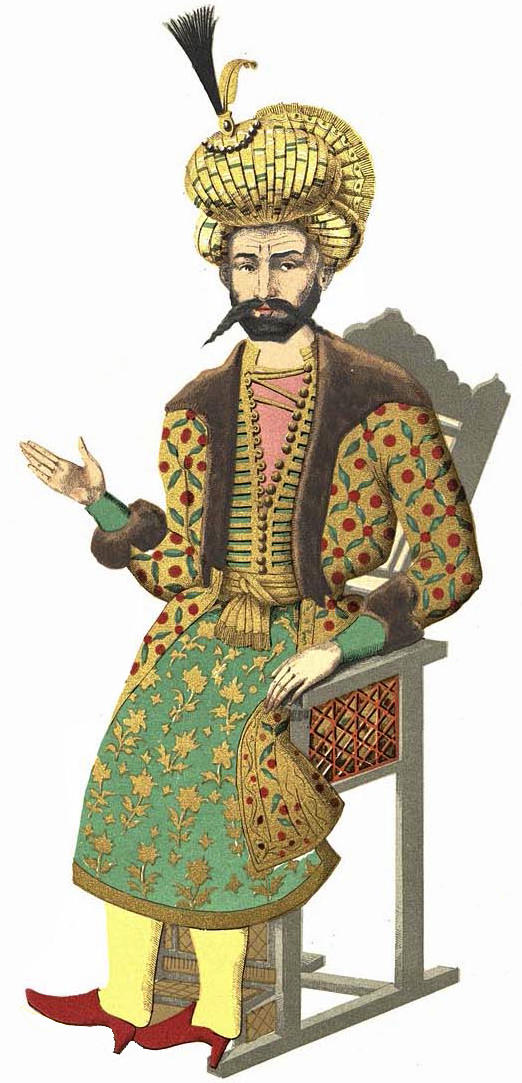
大衛十一世

大衛十一世(?-1579)，格魯吉亞卡尔特利王国君主，後皈依伊斯蘭教被伊朗薩非王朝塔赫玛斯普一世指派為卡尔特利王國的國王，由1562年統治至1578年。

## 生平
他是卡尔特利國王西蒙一世的兄弟，在1562年大衛被塔赫玛斯普一世俘往加茲溫，改宗伊斯蘭教並改名達烏德汗。塔赫玛斯普一世派軍隊送他回去卡尔特利王国即位，依托波斯佔領軍和幾個忠誠的貴族，他佔領了與格魯吉亞首都第比利斯和下卡尔特利省，但王國的其餘部分仍然忠實於西蒙。
兩兄弟為了第比利斯幾次戰場上交鋒，但波斯人最終佔據了上風，在1569年西蒙被送往阿拉穆特要塞關押，達烏德汗成為名義上全卡尔特利王國君主。正如以前，他靠的是波斯人和支付每年進貢給波斯國王，但以Sachino Baratashvili王子為首的貴族仍反對達烏德汗。
1578年奧斯曼帝國和薩非王朝再次開戰，土耳其軍隊由拉拉·穆斯塔法帕夏指揮並佔領格魯吉亞大多數地方和趕走達烏德汗，薩非王朝釋放西蒙讓他復位反對奧斯曼帝國。達烏德汗逃至伊斯坦堡，在那裡他受到了歡迎，並授予兩個桑贾克的主權。他的兩個兒子巴格拉特和庫斯洛則留在伊朗。達烏德汗在土耳其期間，編譯了兩本奧斯曼帝國時期的醫學專著，並翻譯成格魯吉亞文，送了一份給自己的祖國。